# Рэйнор, Скотт
Скотт Уильям Рэйнор мл. (англ. Scott William Raynor, Jr.; 23 мая 1978, Калифорния, США) — американский барабанщик, получивший наибольшую известность благодаря участию в составе группы Blink-182. Являлся членом группы с момента её основания до середины 1998 года, когда ему было предложено её покинуть. На смену Скотту Рэйнору в группу пришёл Трэвис Баркер.
История увольнения Рэйнора из группы является весьма запутанной. Марк Хоппус и Том Делонг с самого начала утверждали, что Рэйнора выгнали за пьянство. Сам Скотт объяснил свой уход из группы:
Я считаю, что это величайшее заблуждение, что я был уволен из-за алкоголизма. Однажды я получил звонок от Марка, Тома и Рика (менеджер) во время очередного тура. Они выдвинули мне ультиматум: бросить пить и идти в реабилитационный центр. Я не считал, что мне это необходимо, и потому попросил выходные обдумать это, и они согласились. Я вышел и напился. После этих выходных я понял, что надо завязывать с этой привычкой, сообщил им что согласен реабилитироваться, однако они сказали, что больше не доверяют мне. Я спросил, могу ли я что-нибудь сделать, чтобы остаться в группе, они ответили, что нет. Так что у меня не было возможности. Другое заблуждение в том, что я как-то расстроен или подавлен из-за этого. Когда они сказали, что не доверяют бросить мне пить, я осознал, что я не был среди друзей. Мне не хотелось быть в такой группе.

После увольнения из Blink-182 он в 1998 году становится гитаристом группы «Death On Wednesday», где играл до 2003 года. Затем в 2003 году он присоединился к группе «One Track Mind» в качестве барабанщика и играл там до 2006 года.
На данный момент играет на барабанах в банде The Wraith.

## Дискография
с Blink-182
- Flyswatter (demo) (1992)
- Demo #2 (demo) (1993)
- Buddha (demo) (1993; переиздан в 1998)
- Cheshire Cat (1994)
- Dude Ranch (1997)